# Stan (dal)
A Stan az amerikai rapper, Eminem dala, amelynek énekhangja Dido brit énekesnő Thank You című dalának kezdősoraiból származik. 2000-ben jelent meg, harmadik kislemezként Eminem harmadik albumáról, a The Marshall Mathers LP-ről (2000). A Stan a Billboard Hot 100 listáján az 51. helyen végzett. Az Egyesült Államokon kívül a Stan 12 országban vezette a slágerlisták élét, köztük az Egyesült Királyságban, Németországban, Ausztráliában és Írországban.
Visszamenőleg a Stant Eminem egyik legjobb dalának nevezték, és a The Real Slim Shady és a Lose Yourself mellett az egyik jellegzetes dalának tartják. 2003-ban a Rolling Stone magazin a Stant a 296. helyre sorolta a Minden idők 500 legjobb dala listáján, ezzel a 2021-es frissített listán a 223. helyre emelte a helyezést.  A dal a 15. helyen is szerepelt a VH1 minden idők legjobb hiphopdalait tartalmazó listáján, és bekerült a Rock and Roll Hall of Fame 500 rock and rollt alakító dala közé.
A dalt több díjra is jelölték, beleértve a legjobb dalt az MTV Europe Music Awardson, az év videóját, a legjobb rapvideót, a legjobb rendezést és a legjobb operatőrt az MTV Video Music Awardson. A MuchMusic Video Awards legjobb nemzetközi előadói videója lett. 2011 áprilisában a Complex magazin összeállította a 100 legjobb Eminem-dal listáját, és Stant a második helyre sorolta. A névadó karakter neve egy szleng kifejezést eredményezett, amely egy híresség vagy személyiség túlbuzgó vagy mániákus rajongóira utal; a kifejezés azóta bekerült az Oxford English Dictionarybe.

## Dalszöveg
A dal egy Stanley „Stan” Mitchell nevű személy történetét meséli el (hangja Eminem), aki azt állítja, hogy ő Eminem legnagyobb rajongója. Feltételezték, hogy a „Stan” név az angol stalker és fan szavak portékája, bár nem ismert, hogy a nevet ezzel a szándékkal választották-e. A „stan” kifejezés azóta az internetes szleng kifejezéssé vált valami vagy valaki rendkívül megszállott rajongóira, és a dal címéből származik. Több levelet ír Eminemnek; két versszakon keresztül megmutatják, hogy megszállottan viselkedik a rapperrel, és egyre frusztráltabb és dühösebb lesz, ha nem érkezik válasz. Végül hangfelvételt készít magáról, miközben autójával az autópályán vezet, és nagy mennyiségű depresszánst és alkoholt fogyasztott; ez a vers tartalmaz egy visszahívást Eminem My Name Is című dalára a következő szöveggel: „Megittam egy ötöd vodkát, mersz vezetni?”, valamint utalás Phil Collins In the Air Tonight című dalára („about that guy who coulda saved that other guy from drownin', but didn't...”; itt a In the Air of the Night című számára utal) Elárulja, hogy terhes barátnője a csomagtartóban van megkötözve, amikor egy hídhoz közeledik, és pánikszerűen rájön, hogy nem tudja elküldeni a kazettát Eminemnek, de már késő. A versszak arra a hangra ér véget, ahogy az autója lekanyarodik a hídról és nekiütközik a víznek.
A negyedik versben Eminem önmagaként szerepel, visszaír Stannek, és megpróbál vitázni vele. Eminem megpróbálja elmagyarázni Stannek, hogy bár nagyra értékeli őt mint rajongót, és hihetetlenül hálás, attól tart, hogy Stan esetleg nem mindig érti megfelelően a dalok szövegét. A drámai irónia példájaként Eminem arra is felszólítja Stant, hogy kérjen segítséget mentális problémáira, és bánjon jobban a barátnőjével, nehogy olyan legyen, mint egy férfi, akit éppen a hírekben látott, aki egy hídról hajtott le autójával részegen, miközben megölte magát és terhes barátnőjét. Eminem ekkor a levelének felénél rájön, hogy a férfi, akit a hírekben látott, valójában Stan volt.

## Zenés videó
Stan megharagszik a barátnőjére (Dido), amikor az megzavarja őt Eminem The Way I Am videóklippjének nézése közben.
Stan azt akarja, hogy Eminem személyes levélben vagy telefonhíváson keresztül vegye fel vele a kapcsolatot; de szerencsétlen körülmények miatt a levelek nem jutnak el időben Eminemhez. Stan azt hiszi, hogy figyelmen kívül hagyták, egy magnóval rögzíti magát, amint egy eső áztatta autópályán vezet, miközben barátnője be van zárva a csomagtartóba, amit azzal a szándékkal tesz, hogy lehajt egy hídról. A folyamat során Stan mind a My Name Is-re hivatkozik („I drank a fifth of vodka, dare me to drive?”) és egy városi legendára Phil Collins In the Air Tonight című filmjéről, mielőtt rájönne, hogy nem lesz már lehetősége továbbítani ezt az utolsó kazettát Eminemnek. Az autó ekkor áttöri a hídkorlátot, megpecsételve mindkét utas sorsát.
Stan anyja és öccse, Matthew meglátogatják a sírját. Amikor Matthew kinyitja a kapucnis pulcsiját, szőkére festette a haját, mint Stan. Eminem végre ráér, hogy válaszoljon Stannek. Bocsánatot kér a késésért, megköszöni, hogy rajongója volt, és érdeklődését fejezi ki Stan magánélete iránt. Eminem aggódik Stan mentális állapota miatt, és azt mondja, nem akarja, hogy Stan úgy végződjön, mint egy történet, amelyet nemrégiben látott a hírekben – egy férfi, aki ittasan hajtott le a hídról barátnőjével a csomagtartóban, akiről aztán rájön: „It was you. Damn.” Eminem tudta nélkül villámok ragyognak az ablakán, felfedve Stan szellemét, aki némán szemlélődik. A videó azzal ér véget, hogy Matthew Stan sírját bámulja.

## Cenzúra
Az MTV „tiszta” verziójában a dalt és a videót cenzúrázták. Az első két versszak jelentős részét és a harmadik versszak nagy részét eltávolították. Az MTV emellett kivágta Stan barátnőjének minden nyomát az autó csomagtartójában, és eltávolított egy jelenetet, amelyen vodkát fogyaszt vezetés közben.  Az MTV teljes verziójában, amely 8:15-ös, a 3. versszak cenzúrázza, hogy Stan megemlíti a csomagtartóban lévő barátnőjét (tehát a „Shut up bitch” és a „screaming in the trunk” cenzúrázott), és arról, hogy nem vágja el a torkát, hanem megkötözte, és „if she suffocates, she'll suffer more, then she'll die too, slit, tied her up, suffocates” és a „die” cenzúrázott.
Dido azt nyilatkozta, hogy a videó harmadik versében be volt tömve a szája, azonban ezt olyan széles körben cenzúrázták, hogy ritka az olyan verzió, amelyben öklendezett. A cenzúrázatlan változatban Stan látható az autó volánjánál ivott, majd Didót az autó csomagtartójában küszködve. Sikerül eltávolítania a ragasztószalagot a szájáról, és felsikolt, mielőtt levegőért küzd. A legtöbb verziót cenzúrázták, így a versszak vége felé csak egy rövid klip van Didóról az autó csomagtartójában.  A harmadik versszak végén a „Well, gotta go, I'm almost at the bridge now” módosul a „Well, gotta go, I'm almost at the end of the bridge now”. A negyedik versszakban az „[And what's this] shit about us meant to be together” sor teljesen cenzúrázott. A csomagtartóban lévő barátnőre való minden utalás cenzúrázott, beleértve a háttérben a sikoltozást és a következő sort: „And had his girlfriend in his trunk, and she was pregnant with his kid.”

## Örökség
A Stan Eminem egyik legelismertebb dala, és „kulturális mérföldkőnek” nevezték. A The Guardian Stan elemzése során Giles Foden író és irodalomkritikus Eminemet Robert Browninghoz hasonlította.
A 2001-es Grammy-díjátadón, amikor a GLAAD bírálat érte a dalszövegei miatt, Eminem úgy reagált, hogy előadta a Stant , Elton John énekes-dalszerzővel, aki Dido sorait énekelte. Sok káromkodást helyettesítettek, például a „olyan vagy, mint a kedvenc bálványa” a „Olyan vagy, mint a kibaszott bálványa” és a „cucc” szóval a „szar”. Ennek az előadásnak a felvételei letölthetők voltak Eminem hivatalos weboldaláról, az Eminem.com-ról, majd később a 2005-ös legnagyobb slágerek albumáról, a Curtain Call: The Hitsről.
A rapper Canibus kiadott egy válaszszámot Stanra U Didn't Care címmel, amelyben Canibus Stant utánozva azzal vádolta Eminemet, hogy nem törődik vele. A keresztény rapművész , KJ-52 két dalt rögzített: Dear Slim és Dear Slim, Part II, amelyek megpróbálták kapcsolatba lépni Eminemmel, Stanra utalva. Eminem később egy rajongóra hivatkozott, aki levelet írt arról, hogy imádkozik érte a Vigyázz, mit kívánsz című filmben. My Life a The Game mintái Stan. A konzervatív rapper , Tom MacDonald 2021-ben rögzített egy válaszsávot Stannek. Miután Eminem kiadott egy sor NFT-t a Shady Con esemény részeként a Nifty Gateway -vel, MacDonald vásárolt egyet – egy Eminem által gyártott instrumentális filmet, a Stan's Revenge-t – 100 000 dollárért. MacDonald az instrumentális hangszert használta a 2021 májusában megjelent Dear Slim című dalának elkészítéséhez. A dalhoz tartozó klip a Stan klipje előtt tiszteleg.
A Stan úgy került be a lexikonba, mint valaki vagy valami túlzottan megszállott rajongója, és a köznyelvben mindenféle rajongás kifejezésére használják. A kifejezés különösen népszerű a rap közösségben; az Etherben, a Jay-Z rapper elleni dissz-számban Nas Jayt saját maga és a The Notorious B.I.G. stan-jának nevezte. A kifejezés 2017-ben került be az Oxford English Dictionarybe
A Stant sokan minden idők egyik legjobb rapdalaként tartják számon. A Q magazin történetének legjobb rapdalainak listáján a harmadik helyre került, a Top40-Charts.com hasonló felmérésében pedig a tizedik helyre került. A Rolling Stone magazin „Minden idők 500 legnagyobb dala” listáján a 290. helyre sorolta, amely Eminem két dalának egyike a Lose Yourself mellett; a frissített 2010-es listán a 296. helyre került.
A dal a VH1 100 Greatest Songs of Hip Hop című listáján a 15. helyen, a Countdown Millennium Songs között pedig a második helyen végzett. A Complex magazin az évtized 46. legjobb dalának is nevezte, a Rolling Stone pedig az évtized 10. legjobb dala.  A dal az 58. helyre került a Rolling Stone Minden idők 100 legjobb hiphopdala listáján. 2017-ben a Rolling Stone a második helyre sorolta a dalt az 50 legjobb Eminem-dal listáján, 2020-ban pedig a The Guardian a 30 legjobb Eminem-dalt tartalmazó listáján az első helyet foglalta el.
A Stan sok más hiphopdalra is hatással volt, beleértve Tyler, the Creator 2013-as Colossus című dalát, amely a Wolftól származik. Ez a szám a Stanhoz hasonló témákban lakozik, mint például az apa nélkül való felnövés, a kívülállónak való érzés és a mély érzelmi kötődés egy rapperhez.
Eminem néhány későbbi dalában hivatkozott Stanre, köztük a River, a Walk on Water, a The Ringer, Killshot, és a Busta Rhymes által írt Calm Down című számban is.
Eminem Bad Guy című dala, a The Marshall Mathers LP 2 nyitódala, Stan folytatása. A dal szerint Matthew felkutatja Eminemet, és megpróbálja megölni, ami sikerült is neki. Miután meghalt a dalban, Eminemet a pokolba küldik a dalban Stan halálának büntetéséért.
2020-ban a Saturday Night Live bemutatta a Stan karácsonyi paródiáját Stu néven, amelyben Pete Davidson volt, amint Stu ír a Mikulásnak, és egyre dühösebb lesz, amikor nem válaszol a PlayStation 5- re vonatkozó kérésére, maga Eminem cameo-szereplésével. aki karácsonyra megkapja a rendszert. Ellentétben a dal utolsó versével, a Mikulás, érzékelve Stu növekvő instabilitását, válaszában lefújja Stut, azt állítva, hogy egész idő alatt rossz címet adott. A szketben a szereplők, Kate McKinnon is szerepel Dido szerepében és Bowen Yang Elton John szerepében, valamint a vendégműsorvezető Jason Bateman a Mikulás szerepében.
2022-ben az Eminem's Rock and Roll Hall of Fame beiktatási ceremóniáján Ed Sheerannal adta elő a dalt, aki a dal közben gitározott és Dido sorait énekelte.

## Díjak és jelölések
| Év   | Ceremónia               | Díj                         | Eredmény |
| ---- | ----------------------- | --------------------------- | -------- |
| 2001 | BET díjak               | Az év videója               | Jelölve  |
| 2001 | MTV Europe Music Awards | Legjobb dal                 | Jelölve  |
| 2001 | MTV Video Music Awards  | Az év videója               | Jelölve  |
| 2001 | MTV Video Music Awards  | Legjobb férfi videó         | Jelölve  |
| 2001 | MTV Video Music Awards  | Legjobb rap videó           | Jelölve  |
| 2001 | MTV Video Music Awards  | A legjobb rendezés videóban | Jelölve  |
| 2001 | MTV Video Music Awards  | A legjobb operatőr videóban | Jelölve  |

## Kredit
- Ének és szöveg: Eminem, Dido
- Produkció: Eminem, The 45 King
- Keverés: Eminem
- Gitár és basszusgitár: Mike Elizondo
- Billentyűzet: Mike Elizondo, Tommy Coster
- Zeneszerző: Marshall Mathers, Dido Armstrong, A 45 király
- Ügyvezető producer: Dr. Dre
- Producer videó: Chris Palladino
- Operatőr: Dariusz Wolski
- Rendezők: Philip G. Atwell & Dr. Dre
- Szereplők a klipben: Devon Sawa, Dido, Nathan Mathers, Eminem

## Fordítás
Ez a szócikk részben vagy egészben  a   Stan (song) című angol Wikipédia-szócikk ezen változatának fordításán alapul.  Az eredeti cikk szerkesztőit annak laptörténete sorolja fel. Ez a jelzés csupán a megfogalmazás eredetét és a szerzői jogokat jelzi, nem szolgál a cikkben szereplő információk forrásmegjelöléseként.

## Kapcsolódó szócikk
- A legnagyobb példányszámban eladott kislemezek